# Koichi Tohei
Koichi Tohei (藤平光一?, Tōhei Kōichi; Tokyo, 20 gennaio 1920 – Tokyo, 19 maggio 2011) è stato un artista marziale giapponese, 10º Dan di aikidō e fondatore della Ki Society nonché della sua scuola di aikidō, ufficialmente chiamata Shin Shin Toitsu Aikido (che letteralmente significa "aikido con mente e corpo unificati"), ma comunemente chiamata Ki-Aikido.

## Koichi Tohei e l'aikido
Koichi Tohei nacque nel 1920 nel distretto di Shitaya (下谷区), oggi Taitō, a Tokyo. Da ragazzo era delicato e cagionevole per questo suo padre gli fece intraprendere lo studio del judo. Si allenò duramente e il suo fisico ne trasse giovamento, ma subito dopo che iniziò i suoi studi pre-universitari alla Keio University, sviluppò la pleurite, un'infiammazione del rivestimento interno dei polmoni che causa dolore durante la respirazione. Questo obbligò Tohei a prendersi un anno di pausa.
Tohei era angosciato al pensiero di perdere il vigore fisico acquisito e la sua intenzione ad allenarlo, così decise di sostituire lo studio del judo con la meditazione zen ed esercizi misogi. Come accadde per lo studio del judo, Tohei iniziò l'allenamento della mente con passione e presto raggiunse l'eccellenza nonostante i suoi problemi di salute. Dopo la guarigione dalla pleurite, della quale i dottori non riuscirono a trovare più traccia, Tohei si convinse che furono i suoi sforzi nell'allenamento della mente e lo sviluppo del suo ki ad aiutarlo a guarire e a rimettersi. Questo stimolò il successivo sviluppo del Kiatsu, un sistema di trattamento di patologie fisiche esercitando pressione con le dita ed estendendo il ki nel corpo della persona malata. Tohei descrisse questo come "l'adescamento di una pompa" permettendo così ad una persona di curare se stessa.
Dopo essersi ripreso dalla pleurite riprese lo studio del Judo, ma Tohei voleva più che il semplice allenamento fisico e pensò che il Judo non fosse l'arte da praticare adatta a lui, anche se continuò a studiarlo finché non cominciò a praticare Aikido.
Nel 1940, all'età di 19 anni, l'istruttore di Judo di Tohei, Shohei Mori, consigliò a Tohei di incontrare il fondatore dell'Aikido, Morihei Ueshiba.
Secondo lo stesso Tohei, la prima volta che incontrò un istruttore di aikido e lo vide praticare alcune tecniche nel dojo di Ueshiba, ebbe qualche dubbio riguardo l'aikido e il suo valore per lui. La sua opinione però cambiò quando Ueshiba entrò nel dojo e iniziò a eseguire le sue tecniche sull'istruttore. Tohei non fu totalmente convinto finché Ueshiba gli chiese di salire sulla materassina e di afferrarlo. I tentativi di Tohei furono vani, e dopo questa dimostrazione di Ueshiba, Tohei chiese subito di iscriversi. Tohei continuò comunque ad allenare sia il suo corpo che la sua mente con la meditazione, il misogi e l'aikido.
Tohei praticò con Ueshiba per sei mesi prima di essere mandato in rappresentanza (dairi) per insegnare alla scuola Shumei di Okawa e all'accademia della polizia militare . Questo fu prima che Tohei ricevesse qualsiasi grado sia come dan che come kyu. Ueshiba avrebbe presentato Tohei con il grado di 5º Dan dopo che ebbe iniziato il suo servizio militare.

## Gli anni della guerra
Come molti altri giovani giapponesi del tempo, Tohei fu trascinato nell'esercito imperiale nell'Ottobre del 1942. Prestò servizio in Cina e rimase bloccato lì alla fine della guerra fino al suo reimpatrio nel 1946. Secondo i registri cinesi, la tendenza di Tohei a trattare bene i soldati cinesi prigionieri spinse le autorità cinesi a evitare la sua unità quando attaccarono. Si dice che Tohei lasciò la Cina con più soldati di quanti ne avesse all'arrivo.

## Gli anni del dopo guerra
Nel 1953, Tohei fu mandato alle Hawaii per diffondere l'aikido. Da lì in poi, le Hawaii divennero un centro per la diffusione dell'aikido negli Stati Uniti e, successivamente, dello stile particolare di Tohei.
Nel 1969, Venne chiesto a Tohei da Ueshiba di accettare il grado di 10º dan, che Tohei accettò, dopo aver precedentemente rifiutato l'offerta. Il grado massimo nell'aikido era sempre stato l'8º dan, ma i gradi vennero aumentati da Ueshiba per ragioni pratiche nonché politiche.

## Creazione della Ki no Kenkyukai
Gli eventi che portarono alla separazione tra l'organizzazione principale dell'aikido, l'Aikikai, e Koichi Tohei furono alimentate dalla morte di Morihei Ueshiba nel 1969. Suo figlio Kisshomaru Ueshiba avrebbe ereditato il titolo di Doshu. Al momento della morte di Ueshiba, Koichi Tohei era il capo istruttore dell'Hombu Dojo, il quartier generale dell'Aikikai, un titolo che conservò fino alla separazione dell'Aikikai nel 1974.
Una delle maggiori cause del conflitto si sollevò per l'enfasi posta da Tohei sul suo principio del ki nell'aikido. Tohei voleva che l'aikido si concentrasse su questi principi, utilizzando esercizi che coltivavano e testavano il ki nella pratica quotidiana dell'aikido. Aveva già iniziato ad insegnare le sue nuove idee durante le sue lezioni all'Humbu dojo, ma la maggioranza degli altri istruttori non fece lo stesso. C'erano alcuni che aderirono all'approccio di Tohei, ma le azioni di Tohei non erano condivise da Kisshomaru e dalla maggioranza degli istruttori più anziani. Tentarono di convincerlo a non insegnare quelle tecniche e quei principi all'Humbu dojo. Così Tohei rispose che aveva comunque il diritto di insegnarli al di fuori di quel dojo, cosa che poi fece.
Ma la tensione rimase tra gli istruttori anziani, che comunque non approvavano la dedizione di Tohei per il ki. Queste crescenti tensioni e la generale insoddisfazione di Tohei per la situazione culminarono nel 1971 quando venne creata la Ki No Kenkyukai, con lo scopo di promuovere lo sviluppo e la coltivazione del ki all'interno dell'aikido, ma al di fuori della giurisdizione dell'Aikikai. Gli anni del conflitto convinsero finalmente Tohei a rompere completamente i rapporti con l'Aikikai e ad insegnare il suo personale stile ki dell'aikido. Così, il 1º maggio 1974, Koichi Tohei ufficialmente lasciò l'Aikikai per concentrarsi sul suo nuovo Ki-Aikido e sulla Ki No Kenkyukai.
Il 15 di maggio del 1974, Tohei mandò una lettera in Inglese e Giapponese alla maggioranza dei dojo sia in Giappone che all'estero, spiegando le sue ragioni della rottura e i suoi piani riguardanti il Ki-aikido e la cosiddettà Società del Ki. Questa rottura risultò come uno shock per molti praticanti nei dojo sparsi per il mondo. Tohei era ben visto da molti istruttori e praticanti. Era reputato come il successore di diritto a Ueshiba. Così questo risultò nel distaccamento di molti dojo dall'Aikikai e nella loro affiliazione al nuovo stile di Tohei. Il nuovo obiettivo di Tohei fu di coordinare tutti i dojo che aderirono al suo progetto e incorporarli nell'organizzazione del Shin Shin Toitsu Aikido: "Aikido con mente e corpo unificati". Questo ramo dell'aikido è ancora oggi attivo anche se Tohei ad un certo punto si ritirò dalla pratica intensiva del Ki-Aikido concentrandosi principalmente sulla società del Ki e su un ulteriore sviluppo del ki.

## Studenti di Tohei degni di nota
Sia prima che durante la sua posizione come capo istruttore all'Hombu Dojo, Tohei insegnò a molti importanti aikidoka. Molti di questi diedero poi un contributo importante all'aikido in generale.
Tra questi figurano:
- Koretoshi Maruyama, Capo istruttore e Presidente della Società del Ki, che ha fondato l'indipendente stile di aikido Aikido Yuishinkai International.
- Shizuo Imaizumi (今泉鎮雄), 7º Dan di Shin Shin Toitsu Aikido, che fondò l'indipendente stile di aikido Shin Budo Kai.
- Calvin Tabata, 8º Dan di Shin Shin Toitsu Aikido, e fondatore del NW Ki Federation. Detiene il grado ki di Okuden Ki, tiene regolarmente lezione nella Società del Ki, ed è il Capo istruttore della Personal Kiatsu School. Iniziò la sua pratica alle Hawaii e fu per tutta la sua vita allievo diretto del fondatore Koichi Tohei sensei. Tabata sensei insegna nel Nord-Ovest dal 1970. Ha fondato la Oregon Ki Society nel 1974 e la Personal Kiatsu School nel 1993.
- Koichi Kashiwaya, 8º Dan di Shin Shin Toitsu Aikido, capo istruttore di Ki-Aikido negli USA.
- Ken Williams - Fondatore del Ki-Aikido Federation of Great Britain.
- Kenjiro Yoshigasaki, 8º Dan di Shin Shin Toitsu Aikido, pioniere nella diffusione del Ki-Aikido in Europa e fondatore dell'organizzazione indipendente Ki no Kenkyukai Association Internationale.
- Fumio Toyoda, 6º Dan, fondatore del "Aikido Association of America" e "Aikido Association International".
- Roy Y. Suenaka fondatore di Wadokai Aikido.[collegamento interrotto]
- Shuji Maruyama fondatore di Kokikai Aikido.
- Steven Seagal, 7º Dan, attore statunitense di film d'azione, produttore, scrittore, direttore e cantautore Blues.
- David E. Shaner, Dottore, 8º Dan, capo istruttore dell'Eastern Ki Federation e cattedra al dipartimento di filosofia della Furman University, dove si è specializzato in Filosofia giapponese e filosofia della scienza.  Shaner è anche autore del recentemente pubblicato "The Seven Arts of Change: Leading Business Transformation That Lasts."
- Kenji Ota, ha collaborato in una serie di Ki-Aikido video istruttivi per la Panther Productions ed è campione di ballo da sala e padre del 5º dan Steve Ota.

## Libri di Koichi Tohei
- Koichi Tohei: Ki in Daily Life - 4889960716 Oxford University Press, USA
- Koichi Tohei: The Book of Ki - 0870403796 Japan Publications, Japan
- Koichi Tohei: Aikido in Daily Life - 0870402218 Japan Publications, Japan
- Koichi Tohei: Kiatsu - 0870405365 Japan Publications, Japan
- Koichi Tohei: The Way to Union with Ki - Ki No Kenkyukai, Japan - stampato privatamente
- Koichi Tohei: Ki Sayings - Ki No Kenkyukai, Japan - stampato privatamente
- Koichi Tohei: This is Aikido - Japan Publications, Japan - fuori produzione
- Koichi Tohei: What is Aikido? -  Rikugei Publishing House, Japan - fuori produzione
- Koichi Tohei: Aikido: The Arts of Self Defense - Rikugei Publishing House, Japan - fuori produzione
- Koichi Tohei: How to Unify Ki - fuori produzione
- Koichi Tohei: Ki Meditations - fuori produzione
- Koichi Tohei: Ki Hygiene - fuori produzione
- Koichi Tohei: How to Develop Ki - fuori produzione
- Koichi Tohei: Ki Breathing Methods - fuori produzione
- Koichi Tohei: Tempu Nakamura and Morihei Ueshiba - Solo in lingua giapponese
- Koichi Tohei: Extend Ki - Solo in lingua giapponese
- Koichi Tohei: Power of Ki Book - Solo in lingua giapponese
- Koichi Tohei: Ki Power Book - Solo in lingua giapponese
- Koichi Tohei:  Aikido in Daily Life Rikugei Publishing House, Tokyo, 1966